# نام افغانستان
افغانستاندر زبان فارسی به معنی سرزمین مردم افغان یا افغان‌ها است.که در بنیان از نام قوم افغان، که خود نام قوم پشتون است گرفته شده‌است. این نام نخستین بار در قرن دهم میلادی درست شد. سیاستمداران افغان در قرن نوزدهم نام «افغانستان» را بر سرزمین‌های بازمانده امپراتوری درانی گذاشتند.
دایرةالمعارف آریانا می‌نویسد: کشوری که در تاریخ دوره نو جهان به نام افغانستان از آن یاد می‌شود، در قرون وسطی به اسم خراسان و در عهد باستان به نام آریانا شهرت داشته‌است.
محمدباقر مصباح‌زاده در کتاب تاریخ اقوام در باب افغانستان گفته‌است:(( در گذشته برخی مورّخان و پژوهشگران افغان با هدایت برخی از سیاست ورزان فرمانروا بر افغانستان، پژوهش های گسترده‌ای بر روی شواهد و منابع موجود انجام دادند، آنچه با نام «آریانا» یافت شد، نشان دهنده این بود که آریانا از دید جغرافیایی و منطقه‌ای با آریا روابط تنگاتنگی داشت. در برخی از آیین های آریایی‌ها و آریاناها می‌توان به زبان، چهره، ساختار ژنتیکی اشاره کرد.))
واژه آریانا در زبان یونانی «آریانیوس» و در زبان آریانایی «آریانا» گفته می‌شد.
در اینجا اگر جداگانه به این اسامی بر اساس سندها و سرچشمه های مختلف تاریخی پرداخته می‌شود، اما نمی‌توان انتظار داشت این نوشتار همهٔ دوگانه پنداری ها یا اختلاف دیدگاه ها در این زمینه‌ها را از میان ببرد و چه بسا در برخی موارد در آن کمبود یافت می‌شود؛ چرا که هنوز سرچشمه ها، مدرک‌ها و سندهای فراوان دیگری نیز در این باره وجود دارد که باید جستجو شوند. به‌ویژه باید توجه داشت که کاوش کنونی به‌عنوان سرآغاز گفته شده‌است و لذا دامنه کاوش آن گسترده تر خواهد شد.

## افغانستان
نام افغانستان در اواسط قرن هیجدهم میلادی یعنی از هنگامی که برتری سیاسی و نظامی مردم افغان بر همه مردم در آنجا استوار گردید، و سرانجام در قرن نوزدهم میلادی شهرت یافت.
واژهٔ افغانستان، به عنوان نام رسمی این کشور، بار اول در سال ۱۸۰۱ میلادی در قرارداد انگلستان، در مورد قلمرو امپراتوری درانی به کار رفته‌است.
در کتاب تاریخنامه هرات سیفی هروی، ۳۶ مرتبه کلمه افغانستان و دو مرتبه هم کلمه افغانستان به کار رفته‌است؛ اما به محدوده کوچک در نواحی بنُو وزیرستان و اطرافش یعنی شهرهای در جنوب افغانستان، اطلاق می‌شده‌است.
در طول تاریخ، نام‌های مختلفی به سرزمینی که کشور کنونی افغانستان است اطلاق شده است؛ از جمله آریانا، باختر، خراسان و افغانستان. در کتاب افغانستان در مسیر تاریخ اثر میر غلام‌محمد غبار از کلمهٔ «آریانا» به عنوان نام تاریخی افغانستان نام برده شده است. از جملهٔ شانزده ایالت آریانای کبیر، دوازده ولایت آن در افغانستان کنونی تثیت شده‌اند از جمله: هری (هرات)، درنکیانا (زرنج یا نیمروز) ستاکیدیا (وردک و غزنی) هریوتی (دهراوت و ارغنداب).
استرابون (Strobo – ۴۰ ق م – ۴۰ م)، جغرافیدان معروف عهد قدیم یونان که اندکی بعد از سقوط دولت یونانی باختر می‌زیست از محدودهٔ جغرافیایی افغانستان امروزی با نام آریانا یاد کرده، باختر (بلخ) و سغد را هم جزئی از آریانا به شمار آورده است.
در مورد نامیدن افغانستان به آریانا نظرهای متفاوت دیگری نیز وجود دارد. به گفتهٔ محمدباقر مصباح‌زاده، در کتاب تاریخ اقوام در افغانستان، صفحات ۸ و ۹، در گذشته، برخی مورخان و پژوهشگران افغانی با هدایت برخی عناصر در حاکمیت افغانستان کشوری خیالی به نام «آریانا» اختراع کردند تا آنچه که میراث آریایی‌ها نام نهاده‌اند را به نام افغانستان اختصاص دهند. تاریخ‌سازی با نشان دادن افسانه‌ها و جعل واژه‌ها آغاز شد. یفتلی هپتال شد و هپتال به ابدال. همچنین، واژه‌های پاکتویس یونانی با پختویس و پشتون تطبیق داده شد.
بر حسب تعریف وندیداد در فرگرد یکم، این سرزمین در منطقه‌ای سردسیر قرار دارد که بر کرانهٔ رود دایتی نیک قرار دارد ده ماه از آن سرد و دو ماه آن گرم است. اهورامزدا در وندیداد می‌گوید: که اگر من هر سرزمینی را که آفریدم چنان آرامش‌بخش نبود که به چشم مردمانش خوش آید همه به افغانستان روی می‌آوردند. سپس به ذکر آفرینش مناطق دیگر آغاز می‌کند که شامل بخش‌هایی از مناطق سرزمین افغانستان است و همچنین سایر نقاطی که از نظر جغرافیایی محل آنها کاملاً مشخص نیست. بنابراین به طور مشخص معلوم نیست که سرزمین افغانستان از نظر جغرافیایی در کجا واقع شده است.
بر حسب تعریف وندیداد، در فرگرد یکم وندیداد، این سرزمین در منطقه ای سرد سیر قرار دارد که بر کرانه رود دایتی نیک قرار دارد ده ماه از آن سرد و دو ماه آن گرم است. اهورامزدا در وندیداد می‌گوید: اگر من هر سرزمینی را که آفریدم چنان آرامش بخش نبود که به چشم مردمانش خوش آید همه به افغانستان روی می‌آوردند. سپس به ذکر آفرینش مناطق دیگر آغاز می‌کند که شامل بخش‌هایی از منطق سرزمین افغانستان است و همچنین سایر نقاطی که از نظر جغرافیایی، محل آنها کاملا مشخص نیست. بنابرین به طور مشخص معلوم نیست که سرزمین افغانستان از نظر جغرافیایی در کجا واقع شده است. به گمان برخی، منظور از رود دایتی که افغانستان در کرانه آن آفریده شده. 
همچنین به گفته الفنستون در کتاب گزارش کابل، ترجمه محمد آصف فکرت، مردم افغان نام عمومی برای کشور خود ندارند ولی گاهی نام افغانستان را به کار میبرند. او همچنین می‌گوید: نامی که توسط ساکنان سرزمین بر تمام کشور اطلاق می‌شود خراسان است اما واضح است که به کار بردن این نام درست نیست؛ زیرا از یکسو تمام سرزمین افغانان در محدوده خراسان داخل نیست و از سوی دیگر در بخش مهمی از آن ایالت، افغانان ساکن نیستند.
کلمه دیگری که به عنوان نام قدیم افغانستان استفاده می‌شود باختر است. باختر بعضی از ساحات شمال و شمالغرب افغانستان و مقداری از حدود جنوب هندوکش را دربرداشت. در تحت نام باختر مدنیت بزرگی مانند مدنیت گریک و باختری در تاریخ افغانستان و حتی آسیای میانه از اهمیت زیاد برخوردار است. به تعقیب آن نام «خراسان» بر سرزمین کنونی افغانستان معمول گشت. مونت استوارت الفینستون نویسنده کتاب گزارش سلطنت کابل (ترجمه محمد آصف فکرت ) سرزمینی که وى افغان+ستان نام گذاشت بخش خراسان دانسته است. وى در همین کتاب کماکان چارده بار در پیوند با افغان کشور از خراسان نام برده است. اما با اینحال معتقد است که کار بردن این نام درست نیست؛ زیرا از یکسو تمام سرزمین افغانان در محدوده خراسان داخل نیست و از سوی دیگر در بخش مهمی از آن ایالت، افغانان ساکن نیستند.

### افغانستان به عنوان نام یک کشور
امروزه افغانستان نام کشوری محصور در خشکی در تقاطع آسیای مرکزی و جنوبی است.
واژه افغانستان به عنوان نام رسمی این کشور قدمت زیادی ندارد و در سال ۱۳۰۲ خورشیدی (۱۹۲۳) در زمان سلطنت سلسله بارک‌زایی و در قانون اساسی امان‌الله شاه به تصویب رسیده است. واژه افغان در سال ۱۳۴۳ (۱۹۶۴) و در قانون اساسی تصویبی محمد ظاهرشاه (آخرین پادشاه سلسله بارک‌زایی) با تعریفی تازه و به معنی همه افراد شهروند کشور افغانستان به کار گرفته شد.
پیش از تصویب قانون اساسی امان‌الله شاه در زمان امرای درانی و امرای پیشین امان‌الله در سلسله بارک‌زایی نام خراسان به عنوان نام این کشور شناخته میشد که طی تصویب این قانون به افغانستان تغییر کرد.

### نقش بریتانیا در نامگذاری دولت درانی و بارک‌زایی به افغانستان
دائرةالمعارف آریانا می‌نویسد: کشوری که در تاریخ معاصر جهان به نام افغانستان یاد می‌شود در قرون وسطی به‌اسم خراسان و در عهد باستان به‌نام آریانا شهرت داشت.
پس از تاسیس امپراتوری درانی توسط احمدشاه به علت این که بخش اصلی این امپراتوری و مرکزیت آن در حوزه تمدن خراسان بزرگ قرار داشت احمدشاه قلمرو تحت فرمان خود را که از مشهد تا دهلی و از آمو تا دریای عمان را در بر می‌گرفت خراسان نامید.
پس از ورود انگلیس به منطقه، انگلیسی‌ها اقدامات بسیاری برای تضعیف کشورهای منطقه در جهت اهداف استعماری خود انجام دادند. از جمله این اقدامات تغییر نام دولت‌های منطقه با هدف ایجاد جنگ دینی و قومی در داخل کشور‌ها و همچنین بروز اختلاف بین کشورهای مختلف بود. سر جان ملکم سفیر انگلیس در تهران، دولت قاجار را متقاعد کرد تا در همه قراردادها و نامه‌های رسمی از نام «افغانستان» به جای نام «خراسان» استفاده کنند و دیگر این کشور را خراسان خطاب نکنند. 
مونت‌استوارت الفنستون رئیس هیئت سفارت انگلیس در قلمرو پادشاهی درانی در سال ۱۸۰۸ میلادی در کتاب خود با نام «سلطنت کابل» می‌نویسد که افغانان کشور خویش را خراسان خطاب می‌کنند و خود را خراسانی می‌خوانند. او همچنین می‌نویسد که خان بهاولپور (اکنون در پاکستان واقع است) اولین رعیتی است که الفنستون دیده و خود را خراسانی خطاب کرده است. با همه این توصیفات الفنستون نام خراسان را برای این کشور شایسته نمی‌داند و معتقد است که نام افغانستان را که دولت قاجار (با مشاوره سفیر انگلیس) بر این سرزمین نهاده‌ برای این کشور مناسب‌تر است و او طرفدار کاربرد و تعمیم همین نام برای این کشور است.
لرد اکلند نماینده بریتانیا در سال ۱۸۳۸ میلادی در طی معاهده سه‌جانبه لاهور که میان او، راجت سینگ و شاه شجاع درانی که از مقام خود خلع شده بود نام افغانستان را به شاه شجاع تحمیل کرد و قلمرو درانی را در این قرارداد به جای عبارت خراسان با نام افغانستان مورد خطاب قرار داد و این اولین باری بود که در قراردادی که یک طرف آن ظاهرا دولت درانی قرار دارد نام قلمرو تحت فرمان این دولت افغانستان خطاب میشود.
پس از معاهده سه جانبه لاهور به علت ضعف شاهان درانی و بارک‌زایی و ناتوانی آنها در اعتراض به دولت بریتانیا و قاجار، این دو دولت در دیگر معاهدات رسمی خود نیز بارها نام افغانستان را به جای نام خراسان به کار بردند. تا اینکه پس از حدود صد و بیست سال تحمیل این نام به دو دولت درانی و سپس بارک‌زایی این نام در دوره حکومت امان‌الله شاه، پنجمین پادشاه بارک‌زایی وارد قانون اساسی شد و در سال ۱۹۲۳ میلادی بالاخره تبدیل به نام رسمی این کشور شد.

## آریانا
مردم افغان نام عمومی برای کشور خود دارند که اکثراً نام افغانستان را به‌کار می‌برند.
بر حسب تعریف وندیداد، در فرگرد یکم وندیداد، این سرزمین در منطقه‌ای سردسیر قرار دارد که بر کرانهٔ رود دایتی نیک قرار دارد، ده ماه از آن سرد و دو ماه آن گرم است. اهورامزدا در وندیداد می‌گوید که: اگر من هر سرزمینی را که آفریدم، چنان آرامش‌بخش نبود که به چشم مردمانش خوش آید، همه به باختر روی می‌آوردند. بنابرین به‌طور مشخص، معلوم نیست که سرزمین باختر، از نظر جغرافیایی در کجا واقع شده‌است. به‌گمان برخی، منظور از رود دایتی، که باختر در کرانهٔ آن آفریده شده.
اراتس‌تن (۲۷۶–۱۹۶ ق. م)، اولین نویسندهٔ یونانی است که اسم آریانا را برای سراسر سرزمین‌های میان تا رود سند به‌استثنای غرب (بلخ) و سرزمین‌های شمالی اطلاق کرده‌است. به‌گفتهٔ ریچارد فرای، به‌کاربردن نام آریانا توسط اراتس‌تن، اما، استرابون (۶۳/۶۴ق. م ـ ۲۱م)، جغرافیدان معروف عهد قدیم یونان، که اندکی بعد از سقوط دولت یونانی باختر می‌زیست و از افغانستان امروزی با نام آریانا یاد کرده، غرب (بلخ) و سغد را هم جزئی از آریانا به‌شمار آورده‌است.
کلاودیوس بطلمیوس (۸۳–۱۶۱ م)، ریاضی‌دان، جغرافی‌دان و ستاره‌شناس که در اسکندریه مصر زندگی می‌کرد به نام آریانا یاد کرده‌است.
افق جغرافیایی اوستا، کتاب مقدس زرتشتیان، نیز محل (آریانا = سرزمین اصلی آریایی‌ها) را که زادگاه زرتشت هم به‌شمار می‌رود، در گسترهٔ جغرافیای تاریخی افغانستان قرار می‌دهد.
در فرگرد اول وندیداد، از شانزده شهر آریایی یاد شده که در سر این شهرها باختر یعنی نخستین سرزمین آریایی‌ها قرار گرفته‌ است. پس از آن از شهرهای سغده (سغدیان یا سغد)، مورو (مرو)، بخدی (بلخ)، نیسایه (نواحی بین بلخ و هرات، یعنی میمنه)، هرویو (هرات)، وئه‌کرته (کابل)، اوروه (روه یعنی سرزمین پکتیکا یا غزنه یا طوس)، خننتا یا وهرکان (گرگان)، هراویتی (حوزه ارغنداب یا قندهار)، هائتومنت (وادی هیرمند)، رگا یا راغه (ناحیه راغ در بدخشان یا ری)، شخر یا چخر یا کخر (غزنه یا شاهرود)، وارنا یا ورن (بامیان یا وانای وزیرستان یا صفحه البرز یا خوار)، هپت هیندو (پنجاب) و رانگه یا رنگا (محل آن معلوم نیست) سخن رفته‌است.